# Данијела Штајнфелд
Данијела Штајнфелд (Руски Крстур, 6. мај 1984) српска је позоришна, телевизијска и филмска глумица.

## Биографија
Данијела Штајнфелд је рођена 1984. у Руском Крстуру, у јеврејско-русинској породици. Дипломирала је глуму 2008. године на Факултету драмских уметности у Београду, у класи професора Драгана Петровића. Са њом су студирали Петар Бенчина, Јелена Петровић, Сања и Ивана Поповић, Немања Оливерић, Милена Предић, Небојша Ђорђевић, Владан Милић и Жарко Степанов. Поред српског, течно говори енглески, хебрејски и панонскорусински језик.
Живи и ради у САД, где се преселила након што ју је колега с којим је радила пројекат сексуално напаствоваo, као што је она тврдила у медијима. У марту 2021. године у јавност је изнела тврдњу и тужбу у којој наводи да ју је напаствовао Бранислав Лечић, да би у јуну исте године суд одбацио Данијелину оптужбу као лажну и неосновану.

## Каријера

### Телевизијска и филмска остварења
Данијела Штајнфелд се по први пут на филму појавила у остварењу Срђана Драгојевића Ми нисмо анђели 2 из 2005. године. Те године је остварила и запаженију улогу у филму и мини-серији Здравка Шотре Ивкова слава. Две године касније, играла је једну од главних улога у телевизијској серији Оно наше што некад бејаше, а те 2007. појавила се и у сегменту филма Доба невиности под називом Дечак који је био сувише невин. Међу запаженијим улогама у каријери био јој је и лик проститутке Емануеле у једној од тада популарнијих серија Вратиће се роде. У филму Рањени орао и претходно приказаној истоименој серији, рађеним по мотивима романа Мир-Јам, тумачила је лик Донке. Касније се појавила и у неколико епизодних улога, као и у филму Практични водич кроз Београд са певањем и плакањем, а по одласку у Сједињене Америчке Државе остварила је још неколико улога, међу којима и лик Блерте у филму Само кеш (енгл. Cash Only). Свој документарни филм о жртвама силовања Зацели ме (енгл. Hold Me Right) премијерно је приказала на Сарајевском филмском фестивалу, а затим и на Фестивалу европског филма на Палићу.

### Позоришне улоге
Своју позоришну каријеру започела је на сцени Београдског драмског позоришта, где је почетком 2006. била део премијерне поставке представе Амадеус. Комад је након непуне две године обележио јубиларно 50. извођење. Током наредне, 2006/07. сезоне, глумица је учествовала у три премијере које су биле на репертоару истог театра. Њено име се појавило у ансамблима комада Љубав итд, Блуз за Месију и Дисхармонија. Године 2007. добила је улогу у комаду продукције FAVI Пасторала, рађеном то тексту Радослава Павловића у режији Милорада Милинковића. У сезони која је уследила у Београдском драмском позоришту била је део ансамбла представе Млеко. Поред тога, преузела је лик Саре у представи Делиријум тременс, који је играла две сезоне. Ту улогу су пре ње тумачиле Милена Павловић Чучиловић и Слађана Влајовић, док је у каснијим извођењима део ансамбла била и Нађа Маршићевић. Наслов Инстант сексуално васпитање премијерно је изведен у Позоришту „Бошко Буха” средином марта 2008. Такође, наредног месеца исте године, у Југословенском драмском позоришту остварила је улогу Маријане у премијерној поставци Молијеровог комада Тартиф из 2008. године, у режији Егона Савина. Лик је у доцнијим извођењима преузела Милица Гојковић, касније стална чланица те куће. У Позоришту „Бошко Буха” тумачила је и лик главне јунакиње у представи Мала сирена. Исте, 2008. године, Данијела Штајнфелд је у Београдском драмском позоришту остварила премијерне улоге у представама Млеко, као и У пола цене, коју је од сезоне 2010/11. преузела Јелисавета Орашанин. Током јесени 2009. у БДП-у су изведене премијере представа Анђели у Америци и Месец у пламену. Данијела Штајнфелд је током јуна 2011. играла у пројекту Rickhardt у Њујорку. Те године је добила улогу у подели представе Дневна заповест, која је премијерно изведена током новембра у Београдском драмском позоришту, док је истог месеца учествовала и у премијерном извођењу драме Фјодора Достојевског Зли дуси у Народном позоришту у Београду. Како је из личних разлога, о којима је неколико година касније говорила за медије, напустила Србију, у свим активним представама дошло је до промена у подели улога. Лик Наташе у комаду Млеко наставила је да игра Миљана Гавриловић, улогу Милене Павловић-Барили у Месецу у пламену преузела је Зорана Бећић, а Лизавете Николајевне у Злим дусима Соња Колачарић. Попут У пола цене, њену улогу у представи Дневна заповест преузела је Јелисавета Орашанин.

## Улоге

### Позоришне представе
| Наслов                       | Улога                                            | Редитељ                   | Позориште                       | Премијера          |
| ---------------------------- | ------------------------------------------------ | ------------------------- | ------------------------------- | ------------------ |
| Фредерик или булевар злочина | Береника                                         | Милан Караџић             | Београдско драмско позориште    | 17. април 2003.    |
| Делиријум тременс            | Сања                                             | Горан Марковић            | Београдско драмско позориште    | 25. април 2005.    |
| Амадеус                      | Констанца                                        | Алиса Стојановић          | Београдско драмско позориште    | 14. јануар 2006.   |
| Љубав итд.                   | Ели                                              | Милена Павловић Чучиловић | Београдско драмско позориште    | 10. октобар 2006.  |
| Блуз за Месију               | Сара                                             | Јагош Марковић            | Београдско драмско позориште    | 30. октобар 2006.  |
| Дисхармонија                 | Лена                                             | Небојша Брадић            | Београдско драмско позориште    | 28. фебруар 2007.  |
| Пасторала                    |                                                  | Милорад Милинковић        |                                 | 2007.              |
| Инстант сексуално васпитање  | Дача                                             | Југ Радивојевић           | Позориште „Бошко Буха”          | 16. март 2008.     |
| Тартиф                       | Маријана                                         | Егон Савин                | Југословенско драмско позориште | 3. април 2008.     |
| Млеко                        | Наташа                                           | Ђурђа Тешић               | Београдско драмско позориште    | 9. јун 2008.       |
| У пола цене                  | Сања, девојка из разреда                         | Сташа Копривица           | Београдско драмско позориште    | 22. новембар 2008. |
| Мала сирена                  | Русалка                                          | Милан Караџић             | Позориште „Бошко Буха”          | 1. март 2009.      |
| Анђели у Америци             | Емили, сестра Ели Чаптер, жена из јужног Бронкса | Горчин Стојановић         | Београдско драмско позориште    | 2. октобар 2009.   |
| Месец у пламену              | Милена Павловић-Барили                           | Стефан Саблић             | Београдско драмско позориште    | 10. децембар 2009. |
| Rickhardt                    |                                                  |                           | HB Studio (Њујорк)              | 2011.              |
| Дневна заповест              | Катарина                                         | Марко Манојловић          | Београдско драмско позориште    | 11. новембар 2011. |
| Зли дуси                     | Лизавета Николајевна Тушина Лиза                 | Татјана Мандић Ригонат    | Народно позориште у Београду    | 22. новембар 2011. |

### Филмографија
| Улоге      |                                                          |                                       |               |          |
| Година     | Српски назив                                             | Изворни назив                         | Улога         | Напомена |
| 2000-е     |                                                          |                                       |               |          |
| 2005.      | Ми нисмо анђели 2                                        |                                       | Зорана        |          |
| 2005.      | Ивкова слава                                             |                                       | Мариола       |          |
| 2005.      | Ивкова слава (серија)                                    |                                       | Мариола       |          |
| 2007.      | Доба невиности (сегмент: Дечак који је био сувише невин) |                                       | Тања          |          |
| 2007.      | Оно наше што некад бејаше (серија)                       |                                       | Икица         |          |
| 2007—2008. | Премијер (серија)                                        |                                       |               |          |
| 2008.      | Вратиће се роде (серија)                                 |                                       | Емануела      |          |
| 2008—2009. | Рањени орао (серија)                                     |                                       | Донка         |          |
| 2009.      | Рањени орао                                              |                                       | Донка         |          |
| 2009.      | Заувек млад (серија)                                     |                                       | Ивана         |          |
| 2009.      | Оно као љубав (серија)                                   |                                       | Маја          |          |
| 2009.      | Кад на врби роди грожђе (серија)                         |                                       |               |          |
| 2010-е     |                                                          |                                       |               |          |
| 2011.      | Мешано месо (серија)                                     |                                       | тинејџерка    |          |
| 2011.      | Практични водич кроз Београд са певањем и плакањем       |                                       |               |          |
| 2012.      |                                                          | Beds Made & Sweaters On (кратки филм) | Џоан          |          |
| 2013.      |                                                          | Joan (кратки филм)                    | џогер         |          |
| 2014.      |                                                          | Half & Half (кратки филм)             | Еден          |          |
| 2015.      |                                                          | Birth Day (кратки филм)               | Мелиса        |          |
| 2015.      |                                                          | Anya Karmanova: Euro Spy (серија)     | Ања Карманова |          |
| 2015.      | Само кеш                                                 | Cash Only                             | Блерта        |          |
| 2020-е     |                                                          |                                       |               |          |
| 2020.      | Зацели ме                                                | Hold Me Right (документарни)          |               |          |

## Награде и признања
- Награда Београдског драмског позоришта за уметнички допринос, за улогу Лене у представи Дисхармонија 2007.[69]
- Награда за најбоље глумачко остварење на 7. „Јоакимфесту” 2010. године, за улогу Милене Павловић-Барили у представи Месец у пламену. Жири је поред ње признање равноправно доделио Сањи Крстовић, Александру Ђурици и Владану Живковићу.[70]